# Nikolaj Denkov
Nikolaj Denkov Denkov (bolgarsko : Николай Денков Денков), bolgarski politik, fizik in kemik, * 3. september 1962, Stara Zagora
Od 3. junija 2023 do 9. aprila 2024 je opravljal funkcijo predsednika vlade Bolgarije. Pred tem je bil minister za izobraževanje. Denkov je fizik, fizikalni kemik in kemik. Je član Bolgarske akademije znanosti in predavatelj na Univerzi v Sofiji.

## Mladost
Rojen je bil 3. septembra 1962 v kraju Stara Zagora. Po osnovni šoli se je preselil v bolgarsko prestolnico Sofijo, kjer je leta 1980 maturiral na Nacionalni naravoslovno-matematični gimnaziji. [navedi vir] Sledil je magisterij iz kemije in farmacije na Univerzi sv. Klimenta Ohridskega leta Sofije, ki jo je zaključil leta 1987. Leta 1993 je zagovarjal doktorsko disertacijo. 

## Akademska kariera
Denkov je bil od leta 1997 izredni predavatelj in od leta 2008 profesor fizikalne kemije na Univerzi v Sofiji. Med letoma 2008 in 2015 je bil predstojnik Fakultete za tehnično kemijo in direktor magistrskega predmeta Disperzni sistemi v kemijskih tehnologijah na Fakulteti za kemijo in farmacijo Univerze v Sofiji. Od leta 2007 je doktor kemije. Specializiral se je na Japonskem in na Univerzi v Uppsali na Švedskem ter delal kot višji znanstvenik v raziskovalnih inštitutih zasebnih podjetij, kot sta Unilever (ZDA) in Rhône-Poulenc (Francija).

## Politika
Denkov je bil med letoma 2012 in 2013 član različnih delovnih skupin na ministrstvu za izobraževanje in znanost ter v ministrskem svetu. Aktivno je sodeloval pri razvoju koncepta Operativnega programa Znanost in izobraževanje za pametno rast ter v razpravah za Partnerski sporazum za 2013-2020 med Republiko Bolgarijo in Evropsko komisijo.
Od avgusta 2014 do aprila 2016 je bil Denkov namestnik ministra za izobraževanje in znanost v drugi vladi Bojka Borisova, pristojen za visoko šolstvo in evropske strukturne sklade, vključno z izvajanjem Operativnega programa Znanost in izobraževanje za pametno rast. Od 27. januarja 2017 do 4. maja 2017 je bil začasni minister za izobraževanje in znanost.
Leta 2019 je Denkov za svoje raziskovalne dosežke prejel nagrado Solvay Evropskega združenja za koloide in vmesnike (ECIS) in bil izvoljen za rednega člana Academia Europaea. Leta 2010 mu je bolgarsko ministrstvo za izobraževanje in znanost podelilo najvišje državno priznanje "Pitagora" za znanstvene dosežke. Leta 2013 je prejel medaljo časti z modrim trakom Univerze v Sofiji.
Med 12. majem in 13. decembrom 2021 je bil med pandemijo COVID-19 ponovno začasni minister za izobraževanje in znanost v začasni vladi premierja Janeva. Ko je po parlamentarnih volitvah novembra 2021 imela največja kongresna frakcija Prodalžavame promjanata (PP) in je lahko oblikovala zadostno vladno večino, je Denkov postal minister za izobraževanje v izbranem kabinetu Kirila Petkova.

### Predsednik vlade Bolgarije
Po izidu bolgarskih parlamentarnih volitev, ki so potekale aprila 2023, in v okviru sporazuma o delitvi oblasti med dvema koalicijama z največ glasovi, GERB–SDS in PP–DB, je bil Denkov predviden kot kandidat za predsednika bolgarske vlade. Dogovor je predvideval, da bo Denkov vodil novo vlado prvih devet mesecev, nato pa zamenjal položaj z Marijo Gabriel.
Po obsežnih pogovorih med obema koalicijskima partnericama ter Gibanjem za pravice in svoboščine je bil 2. junija dosežen uradni dogovor o sestavi vlade Denkov-Gabriel. 6. junija je bolgarska narodna skupščina s 132 glasovi za in 69 proti izglasovala novo vlado. Zavezala se je boju proti ruskemu vplivu v varnostnem sektorju Bolgarije in pridružitvi Bolgarije v schengensko in evroobmočje. Zaradi politične krize je Bolgarija preložila prevzem evra na leto 2025. Decembra 2022 sta avstrijska in nizozemska politika Bolgariji in Romuniji preprečili, da bi postali članici schengenskega območja.